# Eusebio Salazar y Mazarredo

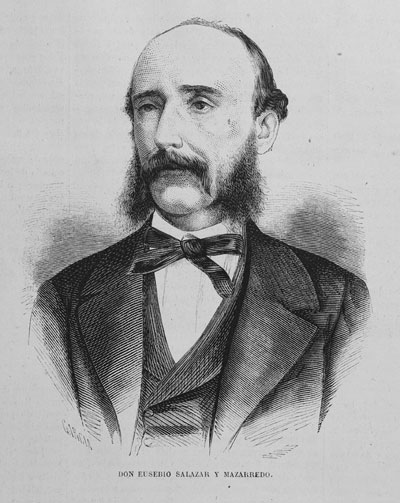
Eusebio Salazar y Mazarredo

Eusebio Salazar y Mazarredo (* 9. März 1827 in Castro Urdiales; † 19. Februar 1871 in der Calle Hortaleza de Madrid) war ein spanischer Politiker und Kaufmann der als Diplomat den Spanisch-Südamerikanischen Krieg (1864–1866) provozierte und als Sonderbotschafter im Februar 1870 Leopold von Hohenzollern die spanische Krone an bot, was von der französischen Regierung hinreichend histerisch wahrgenommen wurde und Otto von Bismarck die Gelegenheit bot, vermittels der Emser Depesche den Deutsch-Französischen Krieg zu entfachen.

## Familie
Er war das jüngste von vier Kindern von Joaquina de Mazarredo y Gómez de la Torre aus Bilbao und José Marcelino de Salazar y Allen del Agua (* 31. Januar 1770 in Astobiza; † 26. Mai 26, 1845), Alférez de fragata der der Marine.
Seine Geschwister waren Federica, Ramón und Liborio.
Sein Bruder Ramón de Salazar war ein progressiver Soldat, der Karriere beim Artilleriekorps machte. Eine gewisse Bekanntheit erlangte sein Cousin, José Félix Allende Salazar Mazarredo, ein Freund von Baldomero Espartero und Juan Prim Regierungsmitglieder im Bienio Progresista.

## Werdegang
Eusebio trat 1847 in den auswärtigen Dienst und wurde Attaché in Lissabon, später in Neapel, Costa Rica und Nicaragua. Von 1857 bis 1858 war er Abgeordneter an der Cortes von Sevilla gewählt und widersetzte sich den meisten Reformen der Progressiven Zweijahresperiode. 1857, 1858, 1859, 1860, 1861 bis 1862 und 1862 bis 1863 war er Statthalter im Distrikt Laredo (Spanien).
Er befürwortete den Zentralismus und die Aufstockung der Armee, um den Respekt Spaniens in Europa wiederzugewinnen.

## Spanisch-südamerikanischer Krieg
Die Verfassunggebende Cortes von 1837 hatte am 4. Dezember 1836 auf alle souveränen Rechte über Kontinentalamerika verzichtet und ermächtigte die spanische Regierungen, Friedens- und Freundschaftsverträge mit den neuen Republiken zu besiegeln und ihre Unabhängigkeit anzuerkennen. Erst am 14. August 1879 unterzeichneten Mariano Roca de Togores für Spanien Juan Mariano de Goyeneche y Gamio für Perú einen Vertrag über Frieden und Freundschaft. Zwischen Mandat und völkerrechtlicher Anerkennung der Unabhängigkeit Perús durch Spanien lag die Comisión científica del Pacífico, Kanonenbootpolitik, die sich der Wissenschaft als Tarnung bediente.
Die Anweisungen des Außenministers Saturnino Calderón Collantes an Luis Hernández-Pinzón Álvarez, Expeditionsleiter der Comisión científica del Pacífico, waren geheim:
- Unterstützungsansprüche für Schäden an spanischem Eigentum in mehreren Staaten der Region
- Explizite Anerkennung der Unabhängigkeit Perús
- Gewaltakte gegen ihre Landsleute nicht zu tolerieren, insbesondere in Peru
- Wenn sofortige Maßnahmen erforderlich sind, sollte die Flotte die Kronenvertreter nachdrücklich unterstützen.

Am 10. August 1862 stachen die Fregatten Triunfo und Resolution von Cádiz in See.
An Bord der Resolution befand sich die Comisión científica del Pacífico. In Río de la Plata schlossen sich die Vencedora und die Covadonga ihnen an. Anfang Mai 1863 legten die vier Schiffe in Valparaíso an. Von Juni bis Juli 1863 fuhren die Schiffe nach Callao, wo die Offiziere den Interimspräsidenten von Peru, Pedro Diez Canseco, die spanischen Diplomaten und die Leiter der dortigen französischen und britischen Handelsvertretungen besuchten.
Im Folgenden machte der Verband in den Häfen von Guayaquil und Panama-Stadt Station.
In Panama-Stadt erhielt Admiral Pinzón die ersten Nachrichten über einen Vorfall im peruanischen Anwesen von Talambo und sandte den Schoner Virgen de Covadonga nach Callao zurück, während restlichen Schiffe weiter über Acapulco und San Francisco segelten.
In der peruanischen Stadt Talambo kam es am 2. August 1863 zu einem tödlichen Zwischenfall zwischen baskischen Einwanderern und einem peruanischen Latifundisten, der vier Basken das Leben kostete. Pinzón kehrte daraufhin nach Callao zurück, um den Sachverhalt zu klären. Die Peruaner erklärten den Vorfall zu einer internen Angelegenheit.
Eusebio de Salazar y Mazaredo erhielt von der spanischen Regierung den Auftrag zur Klärung mit dem peruanischen Außenminister.
Er ging in San Francisco an Bord eines der Schiffe der Comisión científica del Pacífico.:119 von wo aus er laut de Novo y Colson die falsche Nachricht nach Spanien sandte, dass die beiden Schiffe der Comisión científica del Pacífico in Niederkalifornien auf Grund gelaufen und verloren waren.:130
Um Genugtuung von der peruanischen Regierung für den Tod der spanischen Untertanen erhalten beauftragte die Königin Elizabeth II. den ehemaligen spanischen Abgeordneten Eusebio de Salazar y Mazarredo zum Resident Minister in Bolivien und zum Comisario de Su Magestad Católica en el Perú y su Ministro en Bolivia.
Als solcher wollte sich Salazar y Mazarredo beim peruanischen Außenminister Juan Antonio Ribeyro am 30. März 1864 akkreditieren lassen. Die Akkreditierung scheitere am Titel Comisario de Su Magestad Católica en el Perú der für Emmisäre zwischen souveränen Staaten ungeeignet da er koloniale Anklänge hat.
Zwei Tage später, am 1. April 1864, sandte Riberyro eine Nachricht an Eusebio Salazar y Mazarredo, in der er die Zustimmung des peruanischen Staates übermittelte, ihn mit größter Herzlichkeit als Vertreter Spaniens in Peru zu akzeptieren, jedoch unter bestimmten Bedingungen, dass er dies mit einem anderen Titel tat, wie zum Beispiel einem außerordentlichen Gesandten oder einem ansässigen Minister. Die peruanische Regierung verstand, dass der Titel eines Kommissars typischer für die königlichen Vertreter während der Kolonie war, als der spanische Monarch königliche Kommissare entsandte, weshalb diese Änderung vorgeschlagen wurde. In der peruanischen Note wurde buchstäblich auf die Unzulässigkeit dieses Titels hingewiesen, da:
Darin lehnt die peruanische Regierung den Titel eines Sonderkommissars ab, weil er nicht den diplomatischen Regeln und Gepflogenheiten entspricht.
[…] Wenn sie nicht den diplomatischen Regeln und Gepflogenheiten entsprechen, würde dies möglicherweise im Verlauf der Verhandlungen zu einer Verschärfung führen, die zum Wohle der einen und der anderen Regierung um jeden Preis weggehen sollte.
Am 12. April 1864 antwortete Salazar y Mazarredo dem Außenminister Riberyro mit einer Notiz, in der er nach einer neugierigen Analyse der Erkenntnisse zwischen Peru und Spanien den Antrag der peruanischen Regierung abschloss und "energische Aufforderung" bot. und entschied "Vergeltungsmaßnahmen gegen einen Überschuss Perus in Bezug auf spanische Staatsangehörige, die in seinem Hoheitsgebiet erneuert wurden.
Danach verließ er Lima am selben Tag, ohne auf eine Antwort zu warten.
In diesem Zusammenhang weist Bruce St. John darauf hin:
„Salazar y Mazarredo antwortete Ribeyro mit einer Notiz in einem arroganten Ton.“
[], die den Geist und den Inhalt der vorherigen Mitteilung verzerrten. Die Antwort enthielt auch eine umfassende und willkürliche Überprüfung der spanisch-peruanischen Beziehungen, in der voreingenommene und voreingenommene Ansichten zur Ablehnung von Merino und zum Vorfall in Talambo zum Ausdruck gebracht wurden.
Zwei Tage später, am 14. April 1864, kaperte das spanische Geschwader unter dem Kommando von Vizeadmiral Luis Hernándes Ponzón und Kommissar Eusebio de Salazar y Mazarredo das peruanische Schiff Iquique, setzte sich einer peruanischen Abteilung auf und besetzte die Chincha-Inseln unter dem Protest des peruanischen Gouverneur, Ramón Valle Riestra, als Sanktion – wie in einer Erklärung angegeben – für die dauerhafte Feindseligkeit Perus gegenüber Spanien. Ebenso wiesen sie darauf hin, dass die Gewinne, die der peruanische Staat in der Region durch die Ausbeutung von Guano erzielt habe, als Belohnung für die peruanische Politik der Feindseligkeit gegen dieses Land nach Spanien fließen würden und dass sie auf den Inseln bleiben würden, bis die spanischen Forderungen geklärt seien. 45
In dieser wörtlichen Erklärung heißt es:
Das Geschwader von
- Art. 1 ° S.M wird alle zu Peru gehörenden Inseln und die Kriegsschiffe besetzen, die als Hindernis für dieses Projekt dienen.
- Art. 2 Der Guano, der die Chincha-Inseln enthält, dient als Hypothek für alle Beträge, die ausländische Untertanen mit der Garantie dieser Zahlung nach Peru überwiesen haben, sofern die jeweiligen Verträge vom peruanischen Kongress genehmigt und auf offizielle Weise veröffentlicht wurden. vor dem Tag des Datums.
- Art. 3 Die ausländischen Unternehmen, die Guano derzeit versenden, werden es weiterhin exportieren und der Regierung von S. M. von den Tonnen berichten, die sie aus dem heutigen Tag gewinnen, in denen die spanische Flagge auf den Chincha-Inseln gehisst wurde.

In Peru spielte er mit Unterstützung der Flottille von Admiral Luis Hernández-Pinzón Álvarez eine kontroverse Aktion, beispielsweise die Eroberung der Guaneras-Chincha-Inseln, die den Auslöser für den spanisch-südamerikanischen Krieg (1864–1866) darstellen würde.
Nach dem Vorfall in Talambo, der sich in Peru ereignete, als die Comisión científica del Pacífico mit vier Schiffen der spanischen Marine die Westküste Amerikas bereiste, wurde er zum besonderen und außerordentlichen Kommissar der Königin ernannt, um die zwischen ihnen angesammelten Kontroversen zu lösen beide Nationen seit der peruanischen Unabhängigkeit.
Salazar wurde wegen mangelnder Fähigkeiten kritisiert, als er am 12. April auf die peruanische Ablehnung seines Titels reagierte. St John drückt es folgendermaßen aus (zitiert von Fabián Novak Talavera):

«Salazar y Mazarredo respondió a Ribeyro con una nota en tono arrogante… que distorsionó el espíritu y el contenido de la nota anterior. La respuesta contenía también una extensiva y arbitraria revisión de las relaciones hispano-peruanas que expresaba puntos de vista parcializados y prejuiciosos sobre el rechazo de Merino y el incidente de Talambo.»

„Salazar y Mazarredo antwortete Ribeyro mit einer Note in einem arroganten Ton … der den Geist und den Inhalt der vorherigen Note verzerrte. Die Antwort enthielt auch eine umfassende und willkürliche Überprüfung der spanisch-peruanischen Beziehungen, in der voreingenommene und voreingenommene Ansichten zur Ablehnung von Merino und zum Vorfall in Talambo zum Ausdruck gebracht wurden.“

In seiner Antwort erläuterte Salazar:

«La América privó a España de libertad, de población, de industria y de agricultura. Sin la América tendría ahora la Península ibérica cuarenta millones de habitantes, tesoros cien veces más valiosos que todos los metales de México y del Perú y la brillante juventud hispanoamericana coadyudaría hoy con la española a la regeneración de una misma patria.»

„Amerika beraubte Spanien der Freiheit, der Bevölkerung, der Industrie und der Landwirtschaft. Ohne Amerika hätte die Iberische Halbinsel jetzt vierzig Millionen Einwohner, Schätze, die hundertmal wertvoller sind als alle Metalle Mexikos und Perus, und die brillante spanisch-amerikanische Jugend würde heute mit den Spaniern zur Regeneration derselben Heimat beitragen.“

Vor dem Kaderchef im Pazifik, Luis Hernández-Pinzón Álvarez, Salazar und Mazarredo, versteckte er den Teil der erhaltenen Anweisungen, der ihn aufforderte, den Frieden zu wahren und die Flotte so schnell wie möglich nach Kuba zu schicken, wo sie gebraucht wurde.:168
In einem Brief an Joaquín Francisco Pacheco schrieb er:

«Si alguna vez he querido ser ministro, ha sido para preparar lo que la torpeza de esta gente, [los peruanos] coloca hoy en nuestras manos. Gibraltar ha sido siempre mi pesadilla desde niño. Por eso me dediqué a estudios sobre marina; por eso fui autor de la expedición al Pacífico; por eso contribuí el año pasado a que no retornase a España, y por eso vine a ver a Pinzón. Si dentro de algún tiempo ofreciéramos a los ingleses 15 o 20 millones de duros, por lo que hoy les sirve de poco, quie sabe si lo obtendríamos. Es de hombres de estado ver las cosas de lejos, y he soñado con ser el Guisa pacífico del Calais español.»

„Wenn ich jemals Minister werden wollte, war es, vorzubereiten, was die Unbeholfenheit dieser Menschen [der Peruaner] heute in unsere Hände legt. Gibraltar war seit meiner Kindheit immer mein Albtraum. Also widmete ich mich den Meeresstudien; Deshalb war ich der Autor der Expedition in den Pazifik; Deshalb habe ich letztes Jahr dazu beigetragen, dass er nicht nach Spanien zurückgekehrt ist, und deshalb bin ich zu Pinzón gekommen. Wenn wir in einiger Zeit die englischen 15 oder 20 Millionen Duros anbieten würden, weshalb es ihnen heute wenig nützt, wer weiß, ob wir es bekommen würden. Es ist Sache der Staatsmänner, die Dinge aus der Ferne zu sehen, und ich habe davon geträumt, die friedliche Gestalt des spanischen Calais zu sein.“

Nach der Besetzung der Inseln verließ er schnell den Pazifik und beschuldigte die peruanische Regierung, sie habe versucht, ihn auf dem Weg nach Panama zu vergiften, was diese bestritt. In Panama wurde er von einem Mob verfolgt.:205–208

## Emser Depesche
In Spanien schrieb er für die Zeitung La Época.
In der Frage der Spanischen Thronfolge 1868–1870 zu Beginn des Sexenio Revolucionario war er Vertrauensmann von Juan Prim.
Nach dem Amadeus I. (Spanien) und Ferdinand II. (Portugal) ausgeschieden waren, kontaktierte er am 17. September 1869 zum ersten Mal Karl Anton von Hohenzollern-Sigmaringen und dessen Sohn Leopold.
Nachdem bereits im September 1869 informell mit der Familie Hohenzollern-Sigmaringen Kontakt aufgenommen worden war, trug der Sonderbotschafter Salazar y Mazaredo in einer vertraulichen Mission im Februar 1870 Leopold von Hohenzollern die spanische Krone an, woraus sich die Emser Depesche entspann.
1869 schrieb er ein 16-seitiges Heft ‘La cuestión dinástica’, in dem er auch die Wiederherstellung von Gibraltar mit friedlichen Mitteln und die Vereinigung des gesamten Halbinselgebiets mit der lang erwarteten iberischen Union zwischen Spanien und Portugal verteidigte.

## Bibliografie
- José Antonio Gonzáles Pizarro, Sergio Gonzáles Miranda, Daniel Parodi Revoredo: España y su intervención en América del Sur: La alianza peruano-chilena y la guerra contra España 1864-1866. Las historias que nos unen. Universidad Arturo Prat, Santiago de Chile 2013, ISBN 978-956-01-0049-8 (books.google.de).
- Fabián Novak Talavera: Las Relaciones entre Perú y España (1821–2000). Fondo Editorial de la Universidad Católica del Perú, Lima 2001, ISBN 9972-42-441-3 (books.google.de).
- Pedro de Novo y Colson: Historia de la guerra de España en el Pacífico. Imprenta de Fortanet, Madrid 1882.
- Ronald Bruce St John: Foreign Policy of Peru. Lynne Rienner Publishers, Inc., Colorado 1992, ISBN 1-55587-304-9 (englisch, archive.org).